# Naplemente / Régi csibészek
A Naplemente / Régi csibészek az Omega zenekar kislemeze 1969-ből. A dalok a 10000 lépés Omega – show c. tévéműsorba is bekerültek. A második dal az igazi „sláger”, a zenekar egyik legismertebb, közkedvelt dala. A zene mindkét esetben Presser Gábor műve, a szövegíró Adamis Anna, aki egyébként az együttes dobosának, Laux Józsefnek a felesége volt. 
A dalok nem jelentek meg nagylemezen, a kislemezes kiadás után csak válogatásalbumokon, illetve a 10000 lépés című nagylemez 2003-as bővített kiadásának bónuszdalaiként.

## Megjelenések
- 1969 SP
- 1984 Legendás kislemezek LP
- 1992 Az Omega összes kislemeze 1967–1971 CD
- 2003 10000 lépés CD – bónuszdalok

## Dalok
A: Naplemente (Presser Gábor – Adamis Anna)
B: Régi csibészek (Presser Gábor – Adamis Anna)

## Az együttes tagjai
- Benkő László – zongora, trombita, vokál
- Kóbor János – ének, ritmusgitár
- Laux József – dob, ütőhangszerek
- Mihály Tamás – basszusgitár, vokál
- Molnár György – gitár
- Presser Gábor – orgona, zongora, vokál